# العمل اللائق

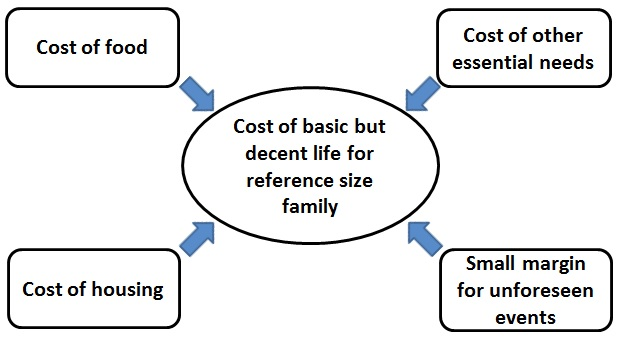

وضع المجلس الاقتصادي والاجتماعي للأمم المتحدة تعليقًا عامًا يُعَرِف من خلاله العمل اللائق، كما يطالب بتنفيذ المادة السابعة من العهد الدولي الخاص بالحقوق الاقتصادية والاجتماعية والثقافية. يُعرف العمل اللائق بأنه العمل الذي يحترم الحقوق الأساسية للفرد كإنسان كما يحترم حقوق العاملين في إطار مجموعة من قواعد الأمان ومعايير لتحديد أجور مُجزية، مع مراعاة السلامة الجسدية والعقلية للعامل خلال تأديته لوظيفته.
طبقًا لمنظمة العمل الدولية، يتضمن العمل اللائق فرص عمل مناسبة، توافر أجورعادلة، ضمان اجتماعي للأسر، إتاحة إمكانيات أفضل لتطوير الفرد وتحقيق الإدماج الاجتماعي، وإتاحة مساحة من الحرية للأفراد للتعبير عما يشغلهم، والمساهمة والمشاركة في اتخاذ القرارات التي تؤثر على حياتهم وتحقيق التكافؤ في الفرص والمساواة في المعاملة بين الرجال والنساء.
تُطَور منظمة العمل الدولية جدول أعمال خاص بمجتمع العمل، هذا الجدول مُقدم من هيئاتها الثلاثة لتشجيع مصادرها الكبيرة على خلق هذه الفرص، كما تساعد على الإقلال والحد من الفقر.
جدول الأعمال الخاص بالعمل اللائق والتابع لمنظمة العمل الدولية  هو عبارة عن نهج متوازن وبرنامج متكامل لملاحقة الأهداف الخاصة بعملية التوظيف الكامل والمنتج، والمناسب لكافة الأصعدة العالمية والإقليمية والقومية والقطاعية والمحلية. كما ن لهذا الجدول أربعة أعمدة وهي: معايير وحقوق العمل، خلق فرص عمل وتطوير المؤسسات، الحماية الاجتماعية والحوار المجتمعي.
كما تنادي أهداف التنمية المُستدامة أيضًا بعمل لائق لأجل تنمية اقتصادية مُستدامة.

## التحديات

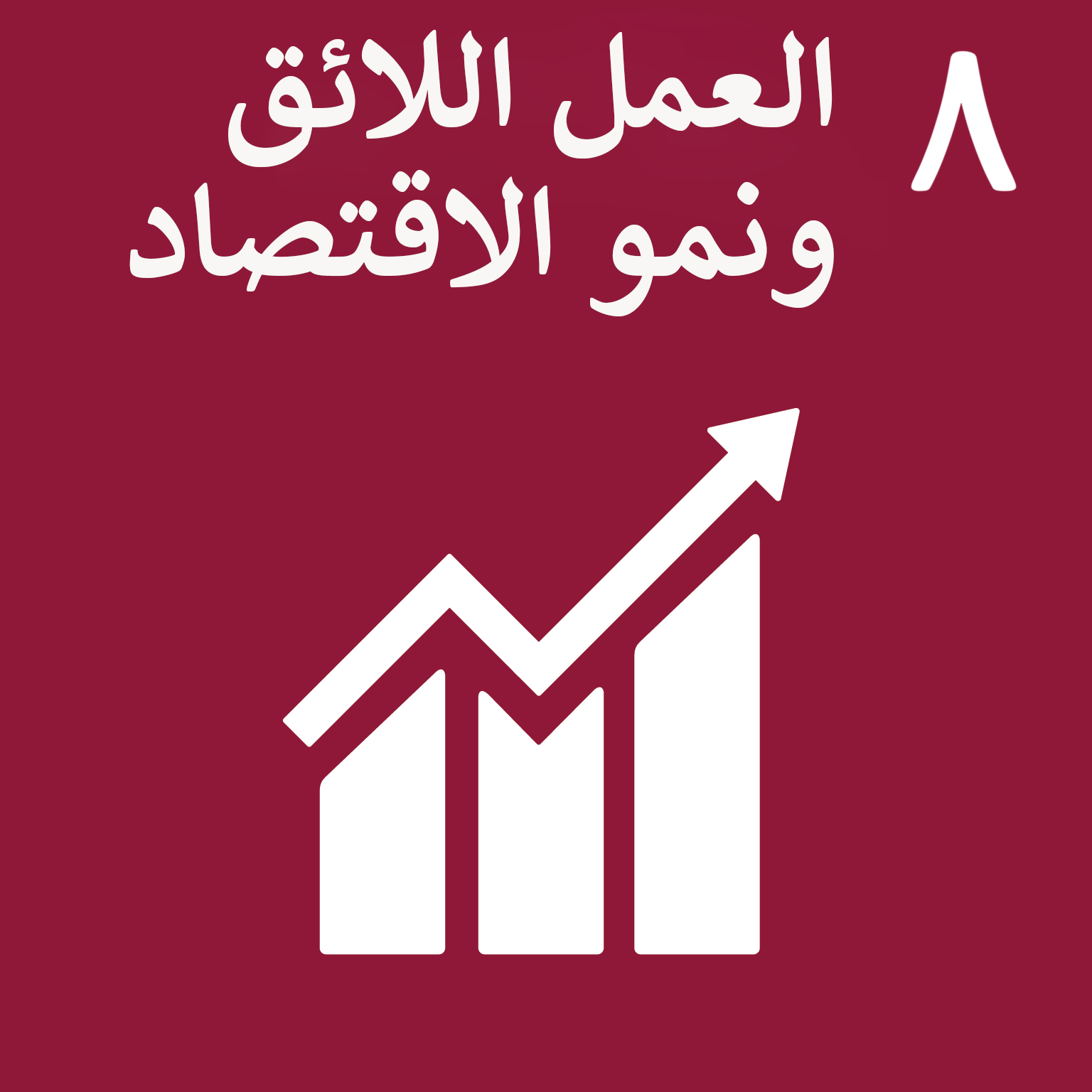
الهدف الثامن من أهداف التنمية المستدامة للأُمم المتحدة هو العمل اللائق ونمو الاقتصاد.

على الرغم من أن جدول الأعمال الخاص بالعمل اللائق لم يلق العديد من العقبات في البداية، إلا أن تطبيق هذا الجدول حاليًا يُواجه خلافات وتحديات. نجد في إفريقيا على سبيل المثال أن الشائع هي العمالة غير الرسمية أما العمل الكريم براواتب مُجزية الذي يضمن الأمان الاجتماعي فهو الاستثناء. يطالب جدول أعمال العمل اللائق بتوافر ممثلين محليين وعالميين لكي يحققوا هدف خلق فرص عمل متكافأة عالميًا كما تطالب بأن يسعى الممثلون لإيجاد حلول معقولة للتحديات التي تواجة جدول الأعمال. في حين أن بعض الحكومات تناضل كي تقنع شعوبها بأن التطوير وخلق فرص عمل بالخارج أمر ضروري لتحقيق الازدهار وفي صالح العمالة المنزلية، نجد حكومات أخرى مازالت تستهوي الأسواق المُغلقة والعمل في ظل معايير منخفضة لكي تحافظ على تنافسها في العالم الاقتصادي، هذا العالم الذي يعد سببًا في انخفاض الأجور والتسبب في ظروف عمل غير ملائمة.
توافر العديد من الممثلين يمكن أن يساهم بشكل كبير في تحقيق أهداف جدول أعمال العمل اللائق، على الرغم من أن الظروف والجو العام لا يصلح دائمًا للنهوض ببرنامج العمل اللائق. نوضح ذلك فيما يلي:
- تقوم الحكومات بتنفيذ جدول أعمال العمل الائق في إطار السياسات الاقتصادية والصناعية. على الجانب الأخر، تقوم قوى العولمة  -المسؤولة على سبيل المثال عن الضغط العكسي على الأجور (downward pressures on wages) وتقليل مرونة سياسات الاقتصاد الكلي- بتقليص إمكانيات الحكومات الوطنية على تحقيق هذا الهدف بمفردها.
- تقدم الشركات فرص عمل على المستوى المحلي والمستوى العالمي، أن هذ العملية بوسعها التأثير على الرواتب وظروف العمل العالمية. عادة ما تجري المؤسسات متعددة الجنسيات عملياتها في البلدان التي تكون فيها الرواتب وحقوق العاملين متدنية بشكل ملحوظ. هذا بالطبع يناقض أهداف جدول أعمال العمل اللائق على الرغم من إسهامه بشكل كبير في التطور الاقتصادي.
- تشجع النقابات العاملين على المطالبة بتطبيق بنود العمل اللائق؛ من رواتب مجزية وتأمين صحي إلى الأمن الصناعي. تواجه هذه النقابات تحدي التوفيق بين المتطلبات العاجلة لأعضائها داخل الدولة ومناصرة قضية توفير فرص العمل وحقوق العمال خارجها.
- تعطي المؤسسات المالية العالمية قروضًا أو مساعدات أخرى لحكومات وطنية وتُطالب المُنتفعين بهذه القروض بتطبيق شروط ومعايير محددة. تستثني برامج القروض الحالية الأهداف والتي لها علاقة بالتوظيف كما أنها معروفة بتقليل فرص العمل على المدى القصير، حيث ان الوظائف المتوافرة من خلال تشوهات السوق الحكومية تُستبدل بفرص عمل مُجدية اقتصاديًا.
- يمكن أن يتم تداول بنود أعمال العمل اللائق من خلال المفاوضون التجاريون وذلك عبر تضمين معايير العمل في بنود التفاوض، بينما يدعم المشرعون (من ضمن أخرين) أطروحاتهم. على الجانب الآخر ترى بلدان كثيرة أن مساندة بعض الدول لمعايير العمل هو من باب جعل صناعاتها أكثر تنافسية.

## اليوم العالمي للعمل اللائق
السابع من أكتوبر هو اليوم العالمي للعمل اللائق. تقوم النقابات واتحادات النقابات وغيرها من اتحادات العمل بالتطوير من نشاطاتها للترويج لفكرة العمل اللائق. تتنوع هذه الأنشطة من مظاهرات في الشوارع وحفلات موسيقية وحتى مؤتمرات تُعقد في دول مُختلفة.

## حملة عمل لائق - حياة لائقة
أطلقت المنظمات الخمس؛ سوليدار(Solidar) واتحاد نقابات العمال (ITUC) والاتحاد العالمي لنقابات العمال (ETUC) والمنتدى التقدمي العالمي (Global Progressive Forum) ومنظمة الإنذار الاجتماعي العالمي (Social Alert International) (حملة عمل لائق- حياة لائقة) في المنتدى الاجتماعي العالمي (World Social Forum) بمدينة (نيروبي) يناير 2017، وتبنى المنتدى الاجتماعي العالمي من حينها الترويج لجدول أعمال العمل اللائق كحل لمشكلة الفقر. جاءت فكرة تدشين حملة لدعم جدول أعمال العمل اللائق في المنتدى الاجتماعي العالمي في العام 2005، بورتو اليجري. تستهدف الحملة الشباب والنشطاء النقابيين والمنظمات غير الحكومية ومتخذي القرارات سواء في الدول المتقدمية أو النامية.
تركز أهداف الحملة على بناء الوعي فيما يتعلق بجدول أعمال العمل اللائق والترويج لها كوسيلة أساسية للقضاء على الفقر وتحقيق التلاحم الديموقراطي والاجتماعي.

### النجاحات
في نوفمبر 2007، وقع صانعي القرار من الحكومات الأوروبية والمؤسسات على الدعوة لإقامة (حملة عمل لائق – حياة لائقة)، مضيفين بذلك اعترافًا رسميًا لجدول أعمال العمل اللائق. «يتزايد الاهتمام بجدول أعمال العمل اللائق من قِبل الاتحاد الأوروبي والمجتمع المدني العالمي، مثال ذلك؛ اطلاق حملة العمل اللائق...».
تركز الحملات التي تنادي بتفعيل جدول الأعمال على سبع قضايا، وهم بالتحديد: (العمل اللائق – حقوق العمال – الحماية الاجتماعية – التجارة العالمية – المؤسسات المالية العالمية – مساعدات التنمية والهجرة).

## حملة عمل لائق – حياة لائقة للمرأة
(حملة عمل لائق - حياة لائقة) هي حملة أطلقت لعامين في اليوم العالمي للمرأة في الثامن من مارس لعام 2008 بواسطة اتحاد النقابات الدولي ((ITUC و اتحاد النقابات العالمية (GUF). تهدف الحملة إلى مساندة العمل اللائق للمرأة والمساواة بين الجنسين في فاعليات وسياسات، وتشكيلات الاتحاد التجاري. كما تهدف إلى زيادة عدد أعضاء السيدات في المناصب المُنتخبة في الاتحاد التجاري.
تكمن ضرورة هذه الحملة للمرأة في اهتمامها بمختلف أشكال التمييز العنصري الموجودة في السياسات أو الممارسات الموجهة للمرأة بشكل أساسي ويومي، حيث أنها تواجة الفجوة في الأجور بين الجنسين ونقص حماية حقوق الأمومة وارتفاع نسبة البطالة بين النساء.
يشارك في الوقت الحالي 81 مركز قومي في 56 دولة بفاعليات متعددة لهذه الحملة.